# اجبالة آيت محمد (بني وكيل)
اجبالة آيت محمد هو دُوَّار يقع بجماعة بني وكيل، إقليم الفقيه بن صالح، جهة بني ملال خنيفرة في المملكة المغربية. ينتمي الدوّار لمشيخة بني وكيل التي تضم 8 دواوير. يقدر عدد سكانه بـ 342 نسمة حسب الإحصاء الرسمي للسكان والسكنى لسنة 2004.

## روابط خارجية
- البوابة الوطنية للجماعات الترابية
- المندوبية السامية للتخطيط